# Friedrich Wilhelm Arming
Friedrich Wilhelm Arming (* 25. Oktober 1805 in Wels in Oberösterreich; † 4. März 1864 in Brooklyn bei New York City, USA) war ein österreichischer Mediziner und Schriftsteller; sein Pseudonym war William Fitz-Berth.

## Leben

### Werdegang
Friedrich Wilhelm Arming besuchte in Wien das Piaristengymnasium (heute Bundesgymnasium Wien 8) und erlernte den Beruf eines Chirurgen. Nach der Ausbildung wurde er 1825 Praktikant im Allgemeinen Krankenhaus, bevor er 1828 als Magister der Chirurgie und der Geburtshilfe erst Kreiswundarzt in Bregenz und danach 1832 in Steyr wurde.
1843 führte er als Major das Schützenbataillon des Bürgerkorps in Steyr.
1850 begann er mit einem Medizinstudium, promovierte zum Dr. med. und beschloss, 1851, mit seiner Familie, nach Nordamerika auszuwandern, weil er mit den politischen Zuständen in Österreich nach der gescheiterten 1848er-Revolution unzufrieden war; in dieser Zeit war er auch an der geplanten Veröffentlichung eines neuen Bandes des Oberösterreichischen Jahrbuches beteiligt, den der Schriftsteller Sylvester Wagner (1807–1865) herausgeben wollte, der jedoch aufgrund der Ereignisse der Oktoberrevolution 1848 Wien fluchtartig verlassen musste.
Friedrich Wilhelm Arming verstarb an den Folgen einer Lungenentzündung.

### Schriftstellerisches Wirken
Während seines Aufenthaltes in Wien lernte Friedrich Wilhelm Arming einige Vertreter der schöngeistigen Literatur, unter anderem die Schriftsteller Ignaz Franz Castelli, Moritz Gottlieb Saphir, Johann Nepomuk Vogl, Johann Gabriel Seidl und Wilhelm Theodor von Chézy kennen und veröffentlichte bereits in dieser Zeit selbst verschiedene lyrische Schriften und Novellen. Später publizierte er unter seinem Pseudonym mehrere Novellen und weitere Aufsätze, die in Journalen und Taschenbüchern herausgegeben wurden. Dazu übersetzte er vieles aus dem Französischen und Englischen und schrieb für die Allgemeine Wiener Musik-Zeitung einen Zyklus biografischer Skizzen einiger Musiker, die wenig bekannt waren.
Seine 1839 veröffentlichte Schrift Ehrgute wurde auch in der kaiserlich königliche Hofbibliothek (heute Österreichische Nationalbibliothek) aufgenommen.
1843 gab er, gemeinsam mit Carl Adam Kaltenbrunner, das Album aus Österreich ob der Enns heraus.
Er betätigte sich 1848, gemeinsam mit Alexander Julius Schindler, als Herausgeber der revolutionären Zeitung Zwanglose Blätter.
Bis zu seinem Tod war er auch Mitarbeiter verschiedener belletristischer Journale in Amerika.
Er veröffentlichte verschiedene Aufsätze in mehreren medizinischen Journalen, unter anderem 1834 seine Monografie Jod- und lithionhaltige Salzquelle zu Hall bei Kremsmünster in Oberösterreich und 1839 Leitfaden zum Unterrichte chirurgischer Lehrlinge und zur Bildung chirurgischer Gehilfen und publizierte weiter in den Medizinischen Jahrbüchern der Zeitschrift der Gesellschaft der Ärzte in Wien, im Journal der practischen Heilkunde von Christoph Wilhelm Hufeland und weitere medizinische Journale.

## Mitgliedschaften
1835 wurde Friedrich Wilhelm Arming zum Korrespondierenden Mitglied der Hufeland'schen Gesellschaft, eine medizinisch-chirurgische Gesellschaft zur Fortbildung von Ärzten, in Berlin ernannt.
Er war 1844 Mitbegründer des Musik- und Gesangvereins in Steyr.

## Schriften (Auswahl)
- Jod- und lithionhaltige Salzquelle zu Hall bei Kremsmünster in Oberösterreich. Wien: J. P. Sollingen, 1834.
- Steyr im Jahr 1835 – Skizze einer mechanisch-statistischen Topographie der k. k. Kreisstadt Steyr in Ober-Österreich. In: Andreas Joseph von Stifft (Hg.): Medicinische Jahrbücher des k.-k. österreichischen Staates, Band 7. Wien, 1835.[10]
- Leitfaden zum Unterrichte chirurgischer Lehrlinge und zur Bildung chirurgischer Gehilfen. Wien: Verlag Carl Gerold, 1839.
- Ehrgute. Wien 1839.
- Novellen und Erzählungen. Wien, 1843. 2 Bände.
- Friedrich Wilhelm Arming; Carl Adam Kaltenbrunner: Album aus Österreich ob der Enns. Linz, 1843.
- Kreuz und Halbmond. Wien, 1843. 2 Bände.
- Die Wiellinger.
  - Band 1. Leipzig: Weber, 1848.
  - Band 2. Leipzig: Weber, 1848.
  - Band 3. Leipzig: Weber, 1848.
- Stephan Fadinger.
  - Band 1. Leipzig, 1851.
  - Band 2. Leipzig, 1851.
  - Band 3. Leipzig, 1851.
  - Band 4. Leipzig, 1851.
- Rhaetiens Pompeji. Eine historische Erzählung aus der Zeit Karl's des Großen. In: Ignaz Leopold Kober (Hrsg.): Bibliothek deutscher Originalromane der beliebtesten Schriftsteller. Tabor: Ignaz Kober 1851.
- Selvaggia, historische Novelle aus der ersten Hälfte des 13. Jahrhunderts. In: Ignaz Leopold Kober (Hrsg.): Bibliothek deutscher Originalromane der beliebtesten Schriftsteller. Tabor: Ignaz Kober 1853.
- Van Hoboken: Erzählung aus der ersten Zeit der Kolonien in Nordamerika.
  - Band 1. Prag und Leipzig: Ignaz Kober, 1858.
  - Band 2. Prag und Leipzig: Ignaz Kober, 1858.
  - Band 3. Prag und Leipzig: Ignaz Kober, 1858.
  - Band 4. Prag und Leipzig: Ignaz Kober, 1858.
- Weiß und Schwarz – historische Erzählung aus der ersten Zeit des Sonderbundkrieges in Nord-Amerika.
  - Band 1. Leipzig, 1865.
  - Band 2. Leipzig, 1865.